# 仰化镇
仰化镇，是中华人民共和国江苏省宿迁市宿豫区下辖的一个乡镇级行政单位。

## 行政区划
仰化镇下辖以下地区：
仰化社区、新桥社区、同义村、复隆村、建新村、解闸村、涧河村、保祥村和刘涧村。